# 3954 Mendelssohn
3954 Mendelssohn (1987 HU) là một tiểu hành tinh vành đai chính được phát hiện ngày 24 tháng 4 năm 1987 bởi F. Borngen ở Tautenburg.